# H12MDI
H12MDI, auch H12MDI, ist ein aliphatisches Diisocyanat und bedeutender Rohstoff für hochwertige Polyurethanharze. Der systematische Name ist kaum in Gebrauch. Die Kurzform steht für „12-fach hydriertes MDI“ und weist auf die Herkunft aus dem analogen Aromaten hin.

## Eigenschaften und Anwendungen
Die Methylengruppe ist an beide cyclischen Ringe in der Sesselkonformation äquatorial gebunden, die in 4,4’-Stellung gebundenen Isocyanatgruppen sind sowohl axial (Z) als auch äquatorial (E) vorhanden, deshalb besteht H12MDI aus einem Gemisch der drei möglichen Konformationsisomere bezüglich der Isocyanatgruppen. Polyurethane auf Basis H12MDI neigen daher viel weniger zur Kristallisation als analoge Verbindungen aus MDI.
Als cycloaliphatisches Isocyanat ist H12MDI mit geeigneten Reaktionspartnern besonders geeignet für Produkte von hoher Transparenz und Lichtechtheit. Außerdem sind die Materialien extrem hydrolyseresistent. Aus H12MDI lassen sich daher Harze für optische Anwendungen und hochwertige Lacke und Beschichtungen herstellen. Die Isocyanatgruppen sind sterisch und elektronisch voneinander entkoppelt, so dass sie im Gegensatz zu anderen Diisocyanaten annähernd die gleiche Reaktivität im Verlauf einer Kettenverlängerung aufweisen. Da die Reaktion mit Wasser relativ langsam abläuft, eignet sich H12MDI besonders zur Herstellung von Polyurethandispersionen im Schmelzdispergierverfahren, bei dem die Nebenreaktion von Isocyanat mit Wasser besser kontrolliert werden kann.

## Herstellung
MDA (Methylendiphenyl-4,4’-diamin) wird vollständig zu Methylendicyclohexyl-4,4’-diamin hydriert und anschließend mit Phosgen in das Diisocyanat überführt.
Alternativ wird auch die Harnstoffroute eingesetzt. Bekannte Hersteller sind Covestro (Desmodur® W) und Evonik (Vestanat® H12MDI).

## Sicherheit
H12MDI kann sensibilisierend wirken und muss mit entsprechenden Vorsichtsmaßnahmen gehandhabt werden. Die Giftigkeit bei Inhalation ist sehr hoch.